# Бербінчень
Бербінчень, Бербінчені (рум. Berbinceni) — село у повіті Бакеу в Румунії. Входить до складу комуни Секуєнь.
Село розташоване на відстані 260 км на північ від Бухареста, 15 км на північний схід від Бакеу, 66 км на південний захід від Ясс.

## Населення
За даними перепису населення 2002 року у селі проживали 177 осіб, усі — румуни. Усі жителі села рідною мовою назвали румунську.